# Vaijarivier
Vaijarivier  (Zweeds – Fins: Vaijajoki) is een rivier, die stroomt in de Zweedse  gemeente Pajala. De rivier annex beek ontstaat net over de grens met de gemeente Kiruna op een hoogte van ongeveer 350 meter. Ze stroomt naar het zuidzuidoosten, stroomt een tijdje parallel met de Kenttärivier, stroomt door het Vaijameer en geeft haar water uiteindelijk af aan de Parkarivier. Ze is 20,820 kilometer lang.
Afwatering: Vaijarivier → Parkarivier → Muonio → Torne → Botnische Golf